# Miroir chirpé
Pour les articles homonymes, voir Miroir (homonymie).

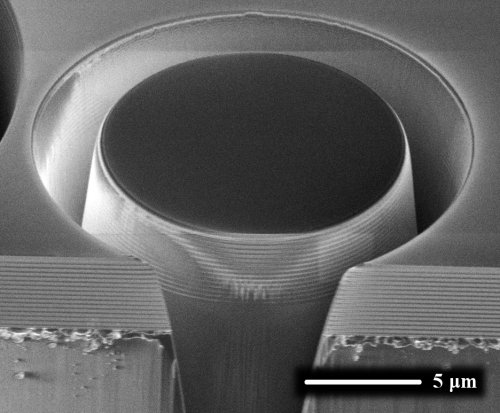
Un miroir diélectrique non chirpé. Cette image au microscope électronique d'un minuscule morceau circulaire de miroir diélectrique découpé dans un substrat plus grand montre clairement la structure en couches périodiques du miroir. L’espacement de chaque couche détermine la longueur d’onde de la lumière réfléchie par cette couche. Dans un miroir diélectrique chirpé, les couches les plus profondes seraient plus épaisses que les couches superficielles pour réfléchir les longueurs d'onde de lumière plus longues et créer l'effet chirpé.

Un miroir chirpé est un miroir diélectrique capable de réfléchir différentes longueurs d'onde en raison des espaces chirpés aménagés entre les couches diélectriques.
Les miroirs chirpés sont utilisés dans des applications telles que les lasers pour réfléchir une gamme plus large de longueurs d'onde lumineuses que les miroirs diélectriques ordinaires, ou pour compenser la dispersion des longueurs d'onde qui peuvent être créées par certains éléments optiques. Les miroirs chirpés se retrouvent également dans les systèmes biologiques structurellement colorés, y compris la couleur dorée et argentée brillante des élytres de certains coléoptères, par exemple les rutelines du genre Chrysina (en). Dans ces cas, le miroir chirpé génère des couleurs complexes (comme l'or ou l'argent) lorsqu'il est éclairé par une lumière blanche en réfléchissant simultanément une large gamme de couleurs monochromatiques.

## Fonctionnement
Un miroir diélectrique ordinaire est conçu pour réfléchir une seule fréquence lumineuse. Le miroir diélectrique est constitué de matériaux transparents disposés uniformément à une profondeur d'un quart de la longueur d'onde à réfléchir. De plus, les coefficients de réflexion d'amplitude pour les interfaces ont des signes alternés, donc tous les composants réfléchis par les interfaces interfèrent de manière constructive, ce qui entraîne une forte réflexion. Le miroir diélectrique est transparent aux autres longueurs d’onde, à l’exception de celles situées dans une bande très étroite autour de la longueur d’onde de base.
Un miroir chirpé est conçu pour réfléchir une gamme de fréquences plus large. Cela se fait en créant des couches de différentes profondeurs. 
Un miroir chirpé peut avoir dix premières couches, avec une profondeur conçue pour réfléchir une certaine longueur d'onde de lumière, 10 autres couches avec une profondeur légèrement plus grande pour réfléchir une longueur d'onde de lumière légèrement plus longue, et ainsi de suite pour toutes les longueurs d'onde lumineuses que le miroir doit réfléchir. 
On obtient ainsi un miroir capable de réfléchir un éventail de longueurs d’onde plutôt qu’une seule.
Étant donné que la lumière réfléchie par les couches les plus profondes du miroir parcourt une distance plus longue que la lumière réfléchie par les couches superficielles, un miroir chirpé peut être conçu pour modifier les temps relatifs des fronts d'onde de différentes longueurs d'onde réfléchies. Cela peut être utilisé, par exemple, pour disperser une impulsion de lumière de différentes longueurs d'onde qui arrive en même temps ou pour resserrer une impulsion de lumière où différentes longueurs d'onde arrivent dispersées dans le temps.
Cette capacité à resserrer ou à encadrer plus étroitement une impulsion lumineuse est importante, car certains éléments optiques couramment utilisés dispersent naturellement la lumière en fonction de sa longueur d'onde (dispersion chromatique). Un miroir chirpé peut être conçu pour compenser cette dispersion chromatique créée par d’autres éléments optiques dans un système.
Il s’agit d’une explication simplifiée qui omet certaines considérations techniques importantes mais plus complexes (comme le milieu de dispersion de la lumière, la pression atmosphérique, la température ambiante ou la densité des matériaux).

## Explication technique
Pour les miroirs diélectriques, les matériaux ayant un indice de réfraction compris entre environ 1.5 et 2.2 sont disponibles. L'amplitude de la réflexion de Fresnel est d'environ 0,2. Avec dix couches, environ 0,99 de l’amplitude lumineuse (c’est-à-dire 0,98 de l’intensité lumineuse) est réfléchie. Ainsi, si un miroir chirpé comporte 60 couches, la lumière d’une fréquence spécifique n’interagit qu’avec un sixième de ces couches.
La réflexion de la première surface équivaut à une réflexion précoce avec un «chirpe» inchangé. Ceci est évité en conservant quelques couches en revêtement antireflet. Dans un cas simple, cela se fait avec une seule couche de MgF 2 (qui a un indice de réfraction de 1,38 dans le proche infrarouge). La bande passante est large, mais pas d'une «octave». 
Lorsque l'incidence varie de l'angle normal à l'angle de Brewster, la lumière polarisée est de moins en moins réfléchie. Pour éliminer les réflexions résiduelles de la surface dans le cas de plusieurs miroirs, la distance entre la surface et la pile est différente pour chaque miroir.
On pourrait naïvement penser que le «chirpe» commence en dehors de la plage de longueurs d'onde souhaitée, et que toute longueur d'onde dans cette plage subit un «fondu» de résonance. 
Mais un calcul détaillé (cf. liens externes) montre que la réflectivité du miroir doit également être modifiée, ce qui peut être fait en répartissant la demi-longueur d'onde de manière inégale entre les zones d'indice élevé et faible. On les appelle alors des miroirs à «double-chirpe».

## Bio-inspiration
L'espèce de scarabée Chrysina limbata réfléchit près de 97 % de la lumière sur toute la gamme de longueurs d'onde visibles. Elle réalise ceci à l'aide d'un «miroir chirpé» naturel constitué de couches de chitine. Son exosquelette de chitine est constitué de plusieurs couches, l'épaisseur de chaque couche change avec la profondeur, ce qui modifie la longueur du trajet optique et produit un miroir chirpé. Chaque couche chirpée est réglée sur une longueur d'onde de lumière différente,.